# Sieweczka obrożna
Sieweczka obrożna, lądowiec (Charadrius hiaticula) – gatunek średniej wielkości ptaka wędrownego z rodziny sieweczkowatych (Charadriidae).

## Podgatunki i zasięg występowania
Sieweczka obrożna występuje w zależności od podgatunku:
- Charadrius hiaticula psammodromus – północno-wschodnia Kanada przez Grenlandię po Svalbard, Islandię i Wyspy Owcze. Zimuje od południowo-zachodniej Europy po zachodnią Afrykę.
- Charadrius hiaticula hiaticula – zachodnia Europa i południowa część Półwyspu Skandynawskiego. Przeloty wiosenne od marca (ptaki gniazdujące w północno-wschodnich Niemczech) aż do maja (populacje północnoeuropejskie), a jesienne w lipcu–październiku. Zimuje w pasie od Wysp Brytyjskich do Afryki. Populacje z Europy Zachodniej są osiadłe. W Polsce skrajnie nieliczny ptak lęgowy; występuje głównie w dolinach Wisły i Bugu oraz na kilku rozproszonych stanowiskach na Wybrzeżu[8]. Dużo liczniejszy podczas przelotów[9].
- Charadrius hiaticula tundrae – północna część Półwyspu Skandynawskiego i północna Rosja aż po Półwysep Czukocki, okazjonalnie w północnej części Morza Beringa na Wyspie Świętego Wawrzyńca (USA). Zimuje na wybrzeżach Morza Kaspijskiego, w południowo-zachodniej Azji i dalej na południe aż po południową Afrykę. W czasie migracji, szczególnie jesiennej, przelatuje także przez Polskę[10].

## Charakterystyka

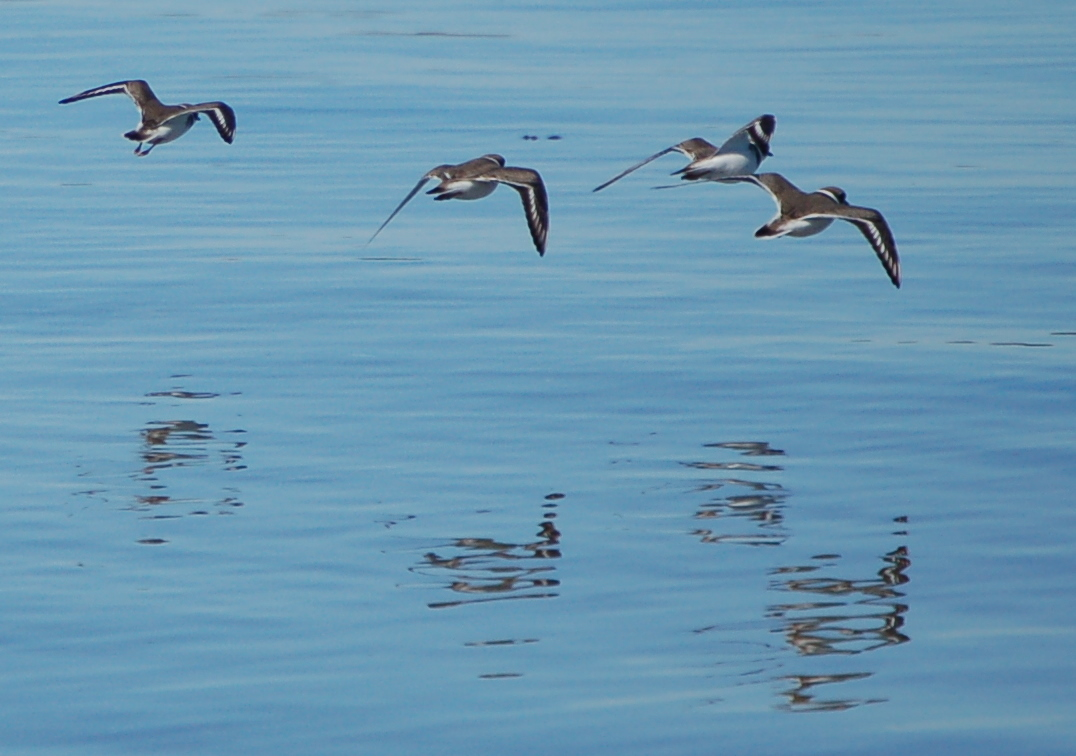
Sieweczki obrożne w locie

Wygląd zewnętrznySamiec w upierzeniu godowym ma białą głowę, szyję i spód ciała. Przód głowy (poza białym czołem) i pokrywy uszne czarne. Czarna także obroża na szyi. Wierzch głowy, grzbiet i skrzydła brązowoszare. Nogi i krótki dziób pomarańczowe. Jedynie koniec dzioba czarny. Wokół oczu wąskie żółte obrączki, słabo widoczne.
Samica podobna do samca, ale o węższych czarnych pasach na głowie, przy czym czerń ma często domieszkę brunatnych piór. Samica nie ma żółtych obrączek ocznych. U obu płci na wierzchniej stronie skrzydeł znajduje się biały pas.
Osobniki młodociane zamiast barwy czarnej mają brązowoszarą (również w tej barwie pas na piersiach), a na szyi nie mają pełnej obroży, a jedynie półobrożę. Nie mają obrączki powiekowej, ale wyraźny pasek nad okiem.
Podgatunek C. h. tundrae jest mniejszy, o ciemniejszym wierzchu i bledszym dziobie.
W porównaniu do bardzo podobnej sieweczki rzecznej jest bardziej krępa, a nogi wydają się krótsze. Ma też większy obszar zajęty przez czarną plamę na głowie i nie jest ona obrzeżona na biało. Nad okiem jest tylko jedna biała plamka. Ponadto sieweczka rzeczna ma ciemny dziób, wyraźną jaskrawożółtą obrączkę powiekową i blade nogi; nie ma natomiast białego paska na skrzydłach, widocznego w locie.
Innym podobnym gatunkiem jest sieweczka morska – ma jednak przerwany czarny pas na piersiach, a dwie pary sterówek zewnętrznych są białe (u sieweczki obrożnej tylko jedna).
Rozmiarydługość ciała 18–20 cm, rozpiętość skrzydeł 48–57 cm
Masa ciała42–78 g
GłosGłos przypomina flet – „tjui”, jest jak lekkie gwizdanie. Tokujący samiec śpiewa w czasie lotów nad otwartymi przestrzeniami, przekręcając się co jakiś czas na drugą stronę tak, że widać jej raz biały brzuch, a raz brązowy wierzch. Wydaje wtedy przeciągłe, jodłujące „takalii takalii takalii...”

## Środowisko

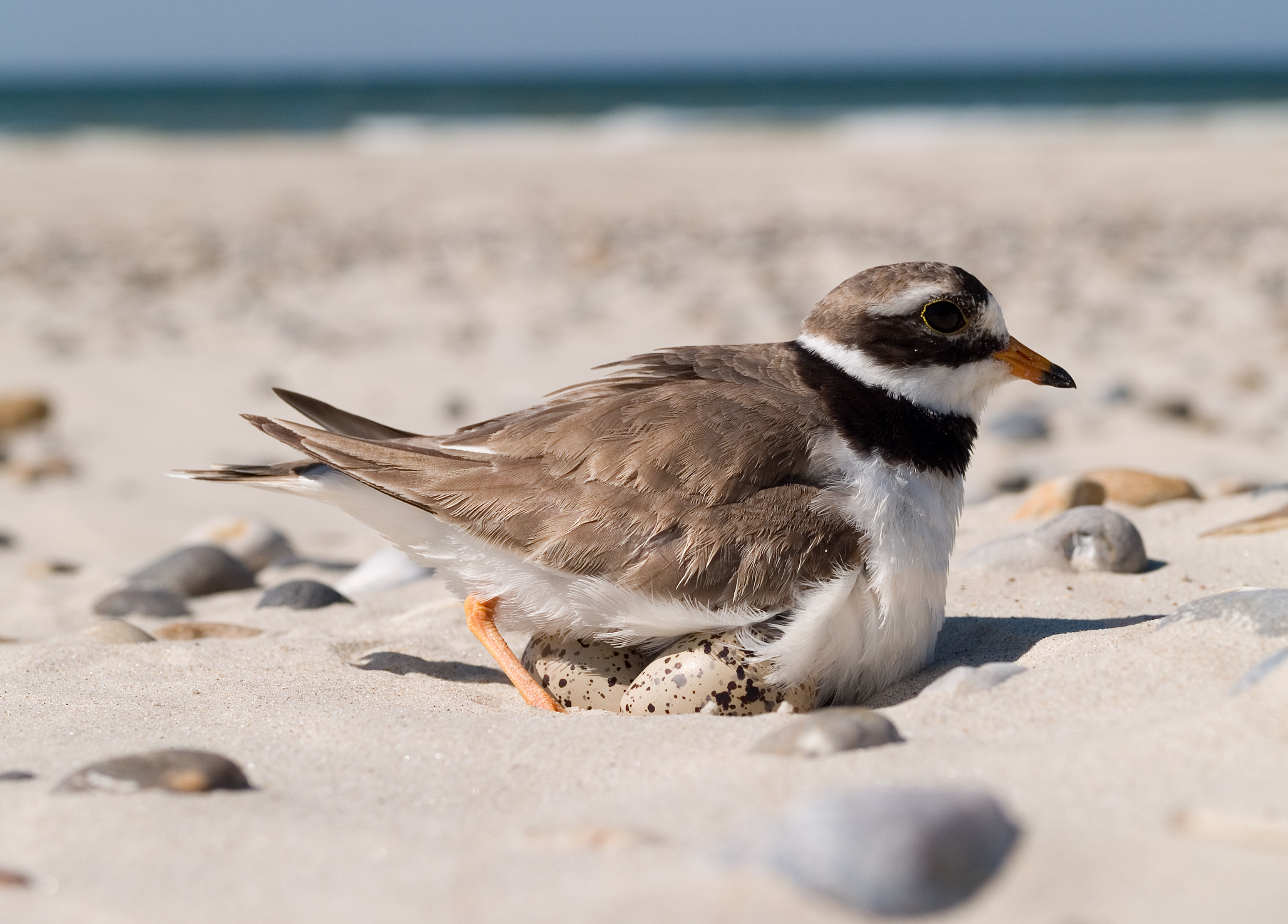
Samica na jajach

Piaszczyste, pokryte ubogą roślinnością odludne brzegi mórz i rzek na otwartych przybrzeżnych nizinach. W tundrze zasiedla okolice jezior i rzek o piaszczystych brzegach, poza tym niskie pastwiska oraz łąki. W czasie przelotów widywana nad wodami śródlądowymi, również nieporośniętymi roślinnością.

## Pożywienie
Głównie owady, a także inne drobne bezkręgowce. Dieta jest podobna do tej preferowanej przez sieweczkę rzeczną, ale sieweczka obrożna nie wypłasza swych ofiar dreptaniem.

## Rozród

### Okres godowy

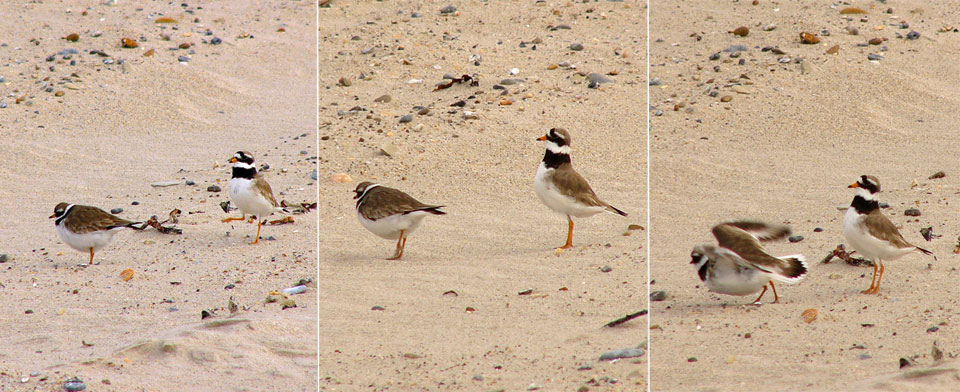
Łączenie się w pary

TokiNa lęgowiska pierwsze wracają samice. Samce po przylocie wytyczają terytorium. Toki sieweczki obrożnej są podobne do toków sieweczki rzecznej. Samiec grzebiącymi ruchami nóg wygrzebuje w piasku lub żwirze parę miejsc na gniazdo, a samica wybiera jedno z nich.
GniazdoNa ziemi, zazwyczaj w pobliżu wody. Jest to jamka wygrzebana w piasku całym ciałem. Może posłużyć do tego celu naturalne zagłębienie otoczone kamieniami – sieweczka wykłada je muszlami i kamykami. Pary przywiązują się do gniazda i co roku próbują powracać na ten sam teren.

### Okres lęgowy

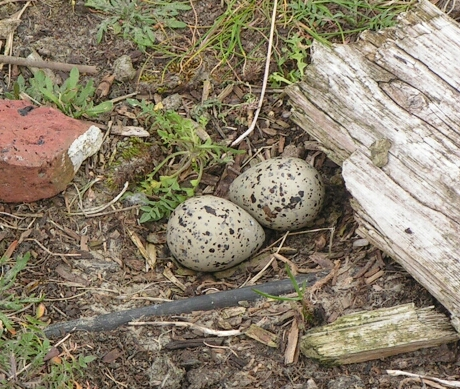
Jaja sieweczki obrożnej

JajaW ciągu roku wyprowadza jeden–dwa lęgi (i więcej w przypadku straty zniesienia), składając w kwietniu–lipcu 4 (rzadko 3 lub mniej) jaja. Są one żółtawe i brunatnawe, usiane ciemnobrązowymi kropkami, szczególnie gęsto na grubszym końcu.
WysiadywanieJaja wysiadywane są przez okres 21 do 27 dni przez obydwoje rodziców.
PisklętaPisklęta są zagniazdownikami. Zaraz po wykluciu wyprowadzane są nad wodę. Już od pierwszego dnia mogą przyjmować pokarm, głównie owady. Oboje rodzice zajmują się ich wychowywaniem. W razie niebezpieczeństwa młode kładą się na ziemi, a rodzice, symulując zranienie, starają się odciągnąć od nich drapieżnika. Zdolność lotu pisklęta uzyskują w 4. tygodniu życia. Straty wśród piskląt są tak duże jak u sieweczki rzecznej, dlatego niekiedy para może wychowywać tylko jedno młode. Drugi lęg zaczynają w czerwcu i lipcu; mogą nawet wyprowadzić trzeci. Na zimowiska odlatują w sierpniu i wrześniu.

## Status i ochrona
Międzynarodowa Unia Ochrony Przyrody (IUCN) uznaje sieweczkę obrożną za gatunek najmniejszej troski (LC – Least Concern) nieprzerwanie od 1988 roku. Liczebność światowej populacji, według szacunków organizacji Wetlands International z 2015 roku, mieści się w przedziale 415 000 – 1 400 000 osobników. Ogólny trend liczebności populacji uznawany jest za spadkowy.
Na terenie Polski gatunek ten jest objęty ścisłą ochroną gatunkową, wymaga ochrony czynnej. W latach 80. XX wieku liczbę par lęgowych na terenie kraju szacowano na 350–400, zaś w latach 2013–2018 już tylko na 180–220. W ostatnich latach obserwuje się umiarkowany wzrost populacji - w 2024 roku liczba par lęgowych wzrosła już do 324. Na Czerwonej liście ptaków Polski sieweczka obrożna sklasyfikowana została jako gatunek zagrożony (EN).